# القليل (مسلاتة)
القليل هي قرية ليبية غرب مدينة مسلاتة بشعبية المرقب.

## التسمية
هناك عدة روايات حول تسمية هذة المنطقة فمن ضمن هذة الروايات يقال أن اسم القرية جاء من قلة عدد السكان بهذة القرية التي كان عدد سكانها قليلا في تلك الآونة بمقارنة بالقري المجاورة، ولكن الآن من أكبر القرى في مسلاته . وهناك رواية تقول أن الاسم جاء من (القلال) وهي الأقرب للصواب وهي مادة الفخار المستخدمة في صناعة أدوات الطبخ وحفظ الماء وغيرها من الاستخدمات في تلك الآونة. فكانت القرية في تلك الفترة مشتهرة بهذة الصناعات التقليدية الا وهي صناعة الفخار، وهناك قصة تتردد عن مسامعنا من أجدادنا وهي كالاتي _ يقال في الماضي ان الشيخ عبد السلام الأسمر الفيتوري) زار مدينة مسلاتة وهو طبعا ليس غريبا عن مدينة مسلاتة التي قراء فيها القرآن وعلومه المختلفة علي يد الشيخ عبد الواحد الدوكالي في تلك الآونة عموما في أحد زيارته إلى مدينة مسلاتة مر بقرية تقع غرب مسلاتة بحوالي (3 كم) تعرف (قرية الجديد) وكانت تلك القرية مزدهرة وعامرة والتي يطلق عليها الآن (بقصر الجديد) عموما وصل الشيخ إلى هذه القرية علي جواده فعند وصوله طلب ماء للشرب فأهل هذة القرية لم يستجيبوا إلى طلبه وتجاهلوه زعل الشيخ وانصرف حتي وصل إلى قرية القليل فنزل إلى مضارب تلك القرية فسارعوا إلى إكرامه واعطوه الماء والطعام له ولفرسه، بعد أستراحة قصيرة سأل الشيخ عن اسم هذه القرية فقالوا له اسمها (القليل) واشار إلى القرية التي تقع قبل هذة القرية قالوا له اسمها (الجديد) وهي ملاصقة لقرية (القليل) في الحدود فقال مقولته الشهيرة _ (يالله يالقليل تزيد ويالجديد تبيد)_ وبعد سنوات قليلة والله اعلم فعلا بدأت قرية الجديد في الذوبان في القري الأخرى وانتهت هذة القرية من الوجود اللهم مباني قديمة موجودة يقطنها الوحش والحمام إلى حد الآن وان (قرية القليل) من قلة عدد سكانها في تلك الحقبة مقارنة بالقري المجاورة الآن أصبحت أكبر قرية من حيث عدد السكان في مدينة مسلاتة.

## الجغرافيا
تقع القرية على مساحة 17 كم مربع، وتبعد بمسافة 5 كيلو غربي مدينة مسلاتة. تحدها شمالاً قرية العماريين وجنوبا قرية زاوية السماح، وشرقا قرية الجديد وغربا سم الديس وقرية الشرف. كما يحدها من الشمال الشرقي قرية زاوية سيدي عطية وقرية خلفون من الشمال الغربي وقرية المهادي من الجنوب الغربي.

## عدد السكان
يقطن هذة القرية حوالي 3000 نسمة أغلبها مرتكز في وسط القرية

## الاقتصاد
اشتهر أهل هذة القرية مثلها مثل قري مسلاتة تشتهر بزراعة الزيتون ولها كميات كبيرة ومساحات شاسعة بأشجار الزيتون والكروم والنخيل واشجار اللوز فلها اثنان من الوديان الوادي البحري والوادي القبلي هذة الاودية بها عدد لاباس به من أشجار النخيل بالإضافة الي زراعة الحبوب من الشعير والقمح وأخيرا القصيبة ما زالت الزراعة المورد الاقتصادي في القرية أيضا تشتهر هذه القرية بتربية الأغنام والأبقار وتربية الدجاج أخيرا وحاليا سكان أهل القرية يشتغلون في مراكز الدولة المختلفة وفي العديد من المؤسسات الحكومية والخاصة ولهم الريادة والقيادة في هذة المؤسسات والتي يصلوا إليها بالعلم فمدينة مسلاته تشتهر ان أغلب رجالها متعلمين. سواء علي مستوي مدينة مسلاتة أو علي مستوي ليبيا والتاريخ خير شاهد علي ذلك أضافة الي وجود بعض المشاريع الصناعية الأخرى داخل هذه القرية مثل المعاصر لعصر الزيتون، فهذه القرية منذو القدم تشتهر بالمعاصر لعصر الزيتون وفيها معصرة لزيت الزيتون لعائلة الرويمي وكانت المعاصر القديمة تحت الأرض. أيضا وجد بالقرية العديد من المحلات التجارية والورش المختلفة التي تعتبر لبعض الناس دخلا مهم ورئيسئ يوجد أيضا بهذه القرية بعض مصانع الطوب الاسمنتي ومقاطع الرمل المستخدمة في البناء وغيرها من المشاريع الصغيرة الأخرى.

## التعليم
قرية القليل مثلها مثل أي قرية في مدينة مسلاتة التي تشتهر بشجر الزيتون والعلم والدين . ولها تاريخ طويل في حب العلم بأنواعه المختلفة فالتاريخ شاهد علي ذلك، تلقي العديد من أبناء هذة القرية تعليمه في المسجد أو الخلوة (الكتاتيب) للتعلم القراءن وعلومه المختلفة علي يد المشايخ سواء كانو هؤلاء من أبناء القرية نفسها أو من القري المجاورة الذين درسوا في قراهم أو في منارة الشيخ عبد الواحد الدوكالي المشهورة بالمدينة، ويوجد بالقرية خمسة مساجد وخلوتين وحسب التسلسل التاريخي للمساجد نجد أن مسجد (الهدهد) أو مسجد أسس في القرية وهو حتي الآن مجهول التاريخ وهو يوجد في المدينة القديمة بالقرية وللاسف الشديد لم يتبق منه الا المحراب الذي دل علي انه كان مسجدا ام باقي جدرانه فهي انتهت بفعل العوامل الطبيعية المختلفة من رياح وأمطار ورطوبة وحرارة، ولم تقم الجهات المسؤولة بدراسة أو ترمييم هذا الصرح الديني القديم جدا، اما المسجد التاني فهو مسجد (عبد السلام الاسمر العتيق) فهذا المسجد قديم جدا أيضا فهو من أيام الشيخ عبد السلام الاسمر الفيتوري الذي درس القراءن وعلومه علي يد الشيخ عبد الواحد الدوكالي في منارة مسلاتة المشهورة. ويقع هذا المسجد في اعلي القرية القديمة بقرية القليل. المسجد الثالث وهو مسجد (أحمد الرويمي) وهذا المسجد أسسه الأخ أحمد الرويمي وهو ينتمي الي عائلة الرويمي القاطنة في هذة القرية مع غيرها من العائلات التي سوف يتم التعريف بهن لحقا، وهذا المسجد يقع في شمال القرية تحديد بشارع (حميد)، والمسجد الرابع هو مسجد (عبد السلام الجدي الملقب أبوعوينة) وهو حديث البناء في سبعنيات القرن الماضي وهو يقع في وسط القرية تحديدا. واخر مسجد هو مسجد أبوبكر الصديق الذي يتم بناءه الآن ولم يستكمل بعد وهو يقع في غرب القرية أي في (القليل الجديدة)، أما الخلوتين فالأولي وهي الأقدم خلوة العساوية القديمة وهي تقع في القرية القديمة اما الخلوة الجديدة فهي أيضا عيساوية وهي تقع جنوب القرية وتم افتتاحها حوالي سنة 1976 م
وهناك (مربوعة الحدادنة) وهي الأخرى ساهمت في تدريس القراءن وعلومه في هذة القرية.
اما في هذا العصر فتوجد العديد من المدارس التعليمية وهي مدرسة (النهضة الابتدائية للبنين) وهي تدرس المرحلة الابتدائية للبنين ومدرسة (النهضة للبنات) وهي تدرس المراحل الابتدائية والإعدادية للبنات وتوجد مدرسة أخرى بين قرية القليل وجارتها زاوية السماح وهي المسمي مدرسة (العيادي الإعدادية)
‌ولا ننسا احد اھم علماء قرية القليل العاصرين .
الدكتور مصطفى دكتور متخصص في عمليات الدماغ المفتوح